# Stripschrift
Stripschrift est un périodique de bande dessinée en néerlandais publié aux Pays-Bas, dont le premier numéro remonte à 1968. Il s'agit du plus ancien titre européen d'information sur la bande dessinée.

## Histoire
L'association Het Stripschap (nl), fondée le 10 octobre 1967, publie à partir de février 1968 un fanzine qui devient au fil du temps un magazine comptant, en août 2018, 454 numéros.

### Documentation
- Didier Pasamonik, « 50 ans de Stripschrift », sur Actua BD, 15 août 2018.
- Didier Pasamonik, « Chroniquer la bande dessinée en Europe », sur Actua BD, 5 janvier 2021.